# Myal Pokhari
Myal Pokhari (nep. म्यालपोखरी) – gaun wikas samiti w zachodniej części Nepalu w strefie Lumbini w dystrykcie Gulmi. Według nepalskiego spisu powszechnego z 2001 roku liczył on 452 gospodarstw domowych i 2282 mieszkańców (1196 kobiet i 1086 mężczyzn).